# تک‌شاخی‌ها
تک‌شاخی‌ها (نام علمی: Ibicella) نام یک سرده از خانواده شاخ‌بزیان است.